# Vegalatrave
Vegalatrave est une municipalité espagnole de la communauté autonome de Castille-et-León et de la province de Zamora. En 2015, elle compte 93 habitants et  81 habitants au 1er janvier 2022.

## Localisation et climat
Vegalatrave est situé à l'extrémité ouest du plateau castillan (Meseta Iberica) sur le Río Aliste à une altitude d'environ 700 m . Au sud-est, la capitale provinciale, Zamora, se trouve à 40 km . Le climat continental tempéré est rarement influencé par l'Atlantique ; La pluie (539 mm/an) tombe principalement pendant les mois d'hiver.

## Démographie
| Année      | 1970 | 1981 | 1991 | 2001 | 2011 | 2021 | 2022 |
| Population | 298  | 230  | 202  | 138  | 116  | 81   | 81.  |

## Images

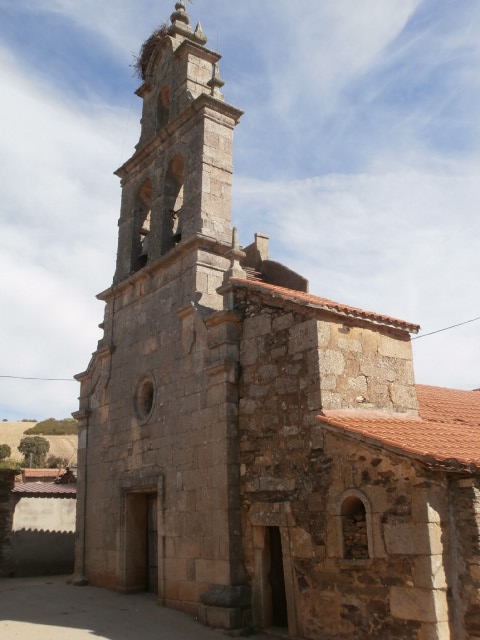
Églis saint-Laurent
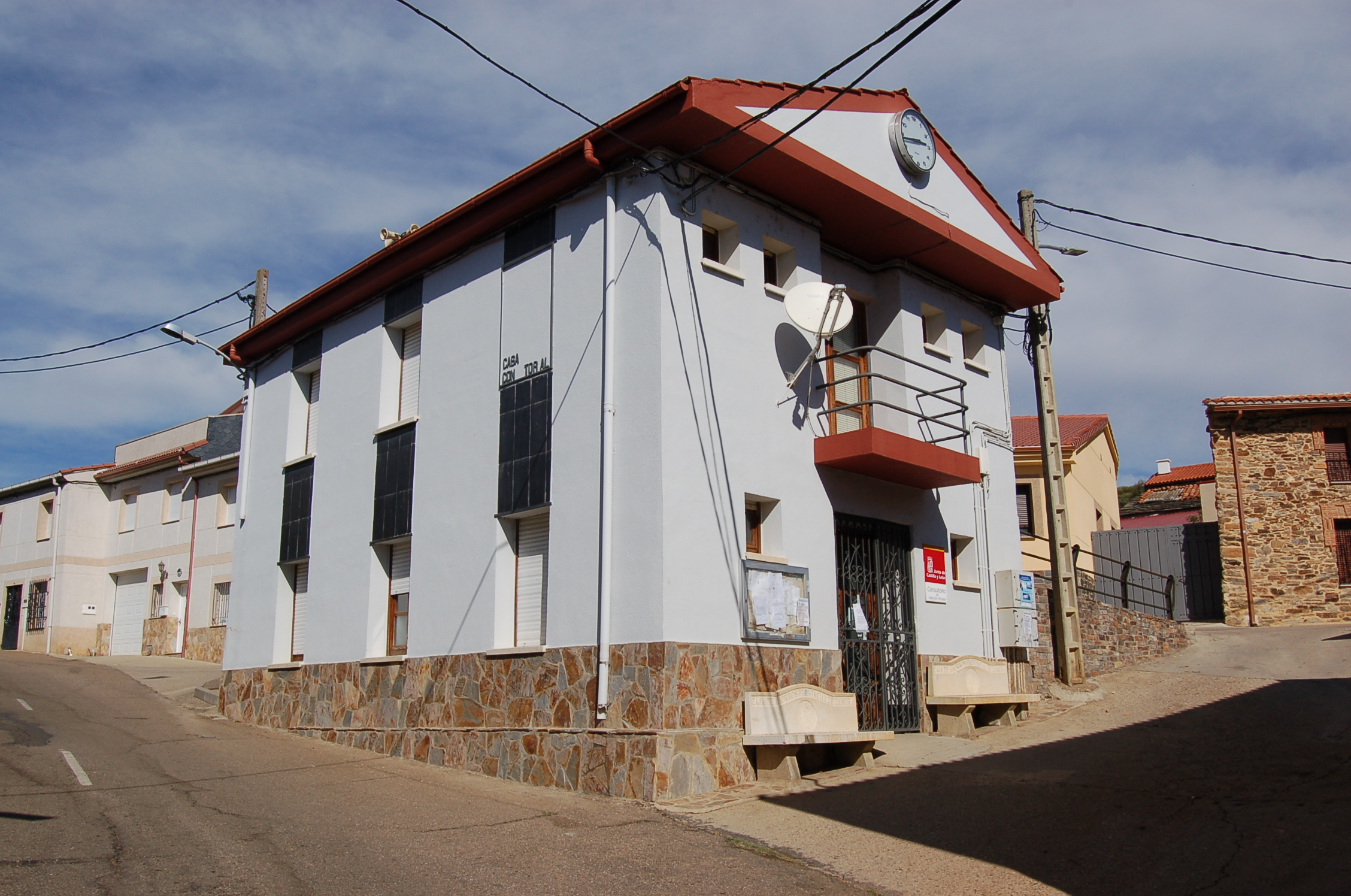
Mairie